# Iglesia de San Pío X (Caracas)
La Iglesia de San Pío X o simplemente Parroquia San Pío X es el nombre que recibe un edificio religioso afiliado a la Iglesia Católica que se encuentra ubicado en la Calle Real, Esquina de Alcantarilla, Puerta de Caracas en el Sector de La Pastora, en el Municipio Libertador al oeste del Distrito Metropolitano de Caracas y al centro norte del país sudamericano de Venezuela.
El templo que sigue el rito latino o romano incluye la iglesia parroquial y el Santuario San Judas Tadeo es dependiente del Arciprestazgo de Altagracia una de las subdivisiones de la Arquidiócesis de Caracas. Asociados a ella también están un Colegio, un Seminario, y un centro de Acción Social.
La parroquia fue establecida en 1960 y se abrió al público en 1961 en un espacio temporal. El actual edificio se empezó a construir en 1976 y fue bendecido solo en 1979.
Como su nombre la indica la parroquia esta dedicada al Papa Pío X una sacerdote italiano que fue canonizado por la Iglesia Católica y que fue líder de la iglesia entre 1903 y 1914.